# L'Historienne et Drakula
L'Historienne et Drakula (The Historian) est un roman américain écrit par Elizabeth Kostova, paru en 2005 en anglais et en 2006 en français.
Il raconte la quête d'une historienne sur les traces de son père, à différentes époques et en différents endroits, quête qui va la mener sur les traces de Drakula. L'histoire commence à Amsterdam, se poursuit à Istanbul, à Budapest, en Bulgarie puis aux États-Unis et se termine en France dans les Pyrénées-Orientales.
Ce roman est actuellement traduit dans plus de 28 langues.